# 頹廢

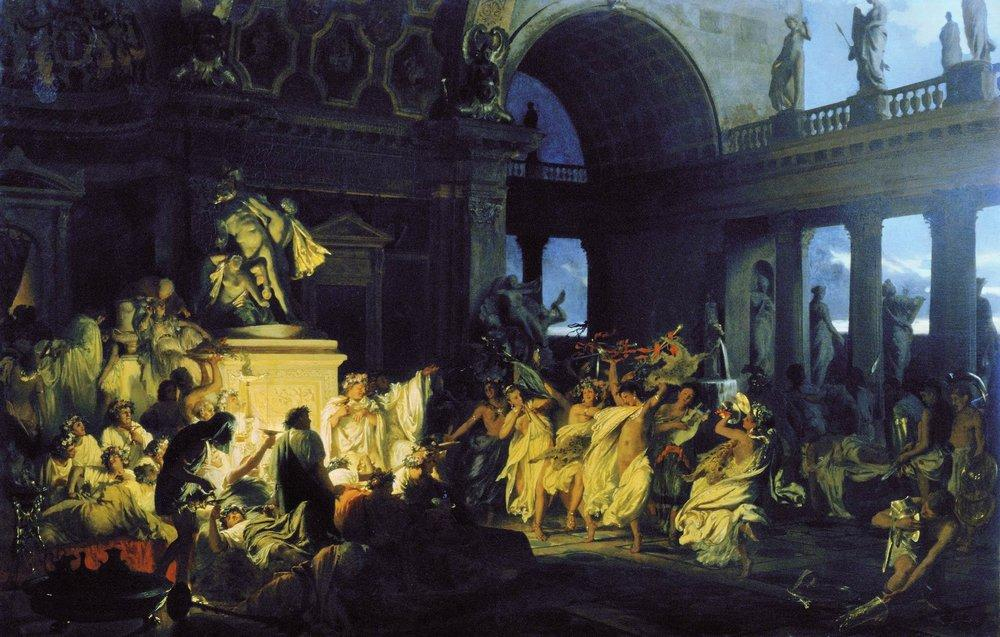
帝制羅馬的狂歡，亨利克·西米拉茲基

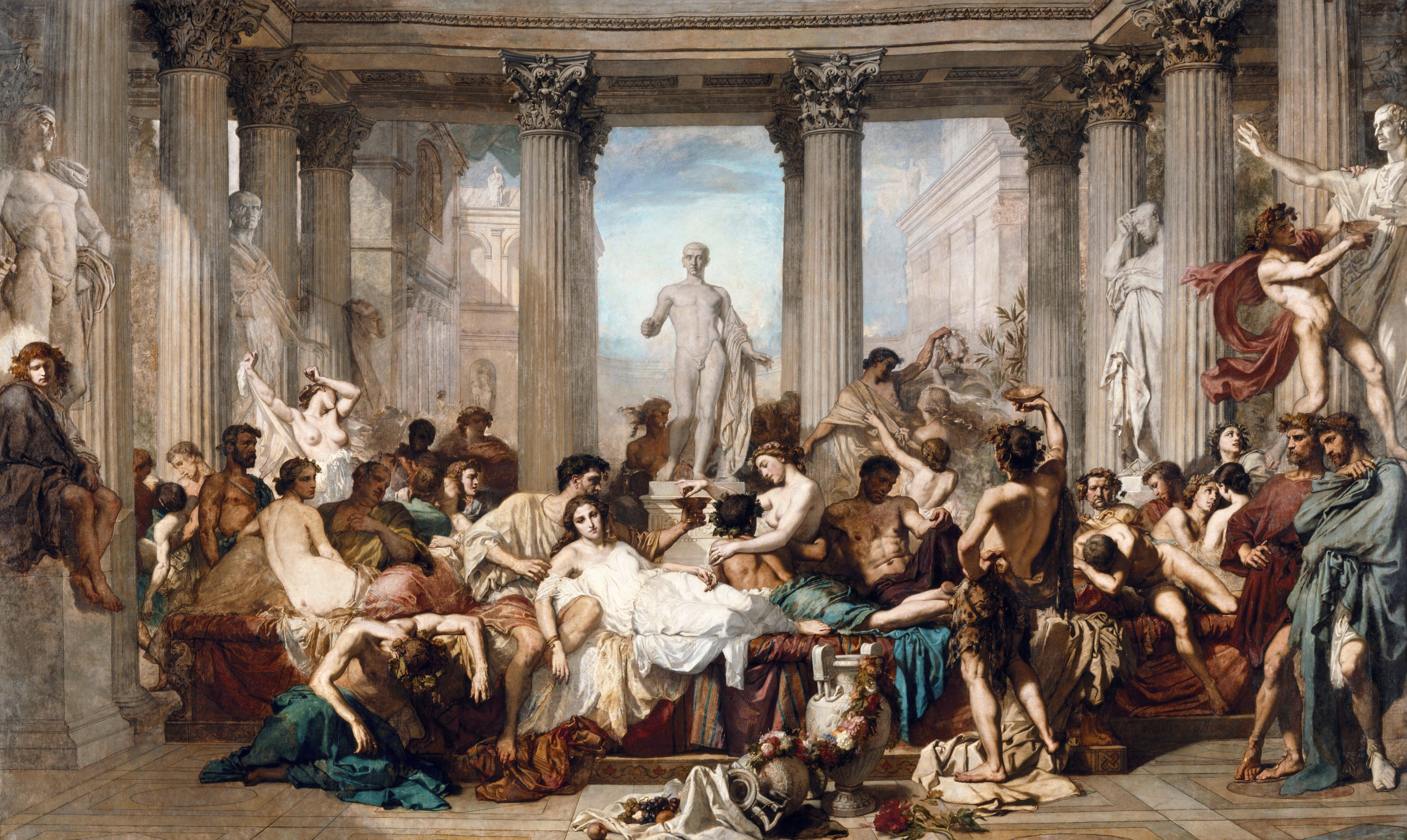
墮落時期的羅馬人，托馬·庫蒂爾

頹廢主義（法語：décadence，中世紀拉丁語 decadentia, 拉丁語 ）是19世紀末的一個運動，強調對轟動主義、自我中心主義以及奇異、人工、變態和異國情調感覺與體驗的需求。廣義而言，它可能指藝術、文學、科學、技術和工作倫理的衰落，或（非常寬泛地）指自我放縱的行為。
這個術語的使用有時暗含道德譴責，或接受自古代以來世界各地都遇到的觀念，即這種衰落是客觀可觀察的，並且不可避免地先於相關社會的毀滅；因此，現代歷史學家謹慎使用這個詞。這個詞起源於中世紀拉丁語 ，出現在16世紀的法語中，隨後很快進入英語。直到19世紀末，它都帶有腐朽、減少或衰落的中性含義，當時新的社會退化理論的影響促成了其現代含義。
認為社會或制度正在衰落的觀念被稱為衰落主義。這可能是由於認知偏見（如玫瑰色回憶）造成的傾向，即更積極地看待過去，更消極地看待未來。 衰落主義被描述為「心靈的把戲」和「一種情感策略，當現在看起來令人無法忍受地黯淡時，可以依偎的安慰」。其他促成衰落主義流行的認知因素可能包括回憶高峰以及積極效應和消極偏見。
在文學中，頹廢派運動始於法國的世紀末，與象徵主義和唯美主義運動相互交融，同時傳播到整個歐洲和美國。 頹廢派這個稱號最初被用作批評，但很快就被一些作家自己勝利地採用。 頹廢派讚美人工勝過自然，複雜勝過簡單，透過擁抱被批評者認為病態和過度精緻的主題和風格來挑戰當代的衰落論述。 這些作家中的一些受到哥德小說傳統以及埃德加·愛倫·坡的詩歌和小說的影響。

## 基本解释
該術語的使用有時意味著道德譴責，或接受這一觀念，自古以來就在世界各地得到滿足，這種下降是客觀上可觀察到的，並且它們不可避免地先於有關社會的破壞; 因此，現代歷史學家謹慎使用它。 這個詞起源於中世紀拉丁語（dēcadentia），出現在16世紀的法語中，很快就進入了英語。 它具有衰退，減少或衰落的中性意義，直到19世紀後期，當時社會退化的新理論的影響促成了它的現代意義。
頹廢的中文含義出自《后汉书·翟酺传》：“太尉 赵熹 以为太学、辟雍皆宜兼存，故并传至今。而顷者颓废至为园采刍牧之处。”。

## 发展
在中世紀的一神論宗教中，古代頹廢的觀念佔了上風。這些信念已經在羅馬共和國和元首製的拉丁文獻中得到了規定。對於基督教神學而言，奧古斯丁的《懺悔錄》（397-401）是一個中心劇本，其中征服了羅馬文化。在伊斯蘭勢力範圍內也發現了文化和道德腐朽的話題，例如，在14世紀的伊本·赫勒敦，它接受了希臘羅馬古代的思想。。

## 目前的問題
在目前的用法中，術語頹廢或頹廢行為主要等同於弱點，墮落和/或浪費，並且從社會有害（主要是道德倫理）的角度來看，偏離健康自然的生命形式。 通常，該術語批評具有角色模型角色的人的行為，即公眾人物，媒體明星等掃過。

## 在馬克思主義中的應用

### 列寧主義
根據弗拉基米爾·列寧的觀點，資本主義已經達到其最高階段，無法再為社會的全面發展提供條件。他預期經濟活動的活力會減弱，不健康的經濟現象會增長，這反映了資本主義滿足社會需求的能力逐漸下降，並為西方的社會主義革命準備了條件。在政治上，第一次世界大戰向列寧證明了先進資本主義國家的頹廢本質，即資本主義已經達到了破壞自身先前成就多於推進發展的階段。
直接反對列寧所表達的頹廢觀念的人是何塞·奧特加·加塞特，他在《大眾的反叛》（1930年）中提出了反駁。他論證「群众社会」對物質進步和科學進步的觀念已經深深灌輸，以至於這成為一種期望。他還論證當代的進步與羅馬帝國真正的頹廢是相反的。

### 左翼共產主義
頹廢是當代左翼共產主義理論的一個重要方面。與列寧的使用方式類似，左翼共產主義者來自共產國際本身，實際上一開始就有頹廢理論，然而共產主義左翼認為頹廢理論是馬克思方法的核心，在著名作品如《共產黨宣言》、《政治經濟學批判大綱》、《資本論》中都有表達，但最重要的是在《政治經濟學批判序言》中。
當代左翼共產主義理論認為列寧對帝國主義的定義是錯誤的（儘管他的錯誤有多嚴重以及他在帝國主義方面的工作有多少是有效的，在不同團體之間有所不同），而羅莎·盧森堡在這個問題上基本上是正確的，因此接受資本主義作為一個世界時代，類似於列寧的觀點，但這是一個沒有任何資本主義國家可以反對或避免成為其一部分的世界時代。另一方面，資本主義頹廢的理論框架在不同團體之間有所不同，像國際共產主義潮流這樣的左翼共產主義組織持有基本上是盧森堡主義的分析，強調世界市場及其擴張，而其他組織則持有更符合弗拉基米爾·列寧、尼古拉·布哈林，最重要的是亨利克·格羅斯曼和保羅·馬蒂克觀點的立場，強調壟斷和利潤率的下降。

## 外部連結
- "Decadence" - 搜索 Google 圖書
- "頹廢" - 搜索 Google 圖書